# Vindfløj
Vindfløj er et simpelt meteorologisk instrument, der kan vise vindretningen. De er normalt fremstillet som en plade af metal, eksempelvis jern, kobber eller messing, der er monteret på en drejelig stang på toppen af gavle eller spir. De er dekorativt udformet, eksempelvis som et flag, en hane (vejrhane), et menneske etc. Kan ligeledes være udført som med ejerinitialer, årstal etc.
De ældste bevarede vindfløje i Skandinavien er vindfløje af forgyldt kobber, der antages oprindeligt at have været monteret på vikingetidens skibe. De har sidenhen været brugt på kirker.
Der er uenighed om, hvornår Vindenes tårn i Athen blev opført, men det er sandsynligvis fra ca. 200-tallet f.v.t. til år 50 og det havde oprindeligt en vindfløj i bronze udformet som den græske gud Triton, der siden er gået tabt. Dette regnes for den ældste kendte vindfløj i verden, selvom der findes skriftlige kilder fra bl.a. Kina om lignende konstruktioner. Den ældste er i en sumerisk tekst fra Mesopotamien, som antyder at der blev fremstillet fløje af træ. Den ene tekst antyder at fløjen har været udformet som en fisk (haj) eller et mytologisk søuhyre. Den ældste tekst dateres gerne til cirka 2.000 år f.v.t.

## Galleri
- Vindfløj som skib på Fanø
- Vindfløj som skib på Fanø
- Vindfløj fra vikingeskib, brugt på Heggen kirke i Norge

Bevarede skibsfløjer fra Skandinavien
- Heggenfløjen
ca. år 1000–1050
Modum
- Söderalafløjen
ca. år 1000–1050
Hälsingland, Sverige
- Källungefløjen
ca. år 1050
Gotland, Sverige
- Tingelstadfløjen
cirka år 1100
Gran
- Høyjordfløjen
ca. år 1250
Sandefjord
- Norderhovfløjen
ca. år 1300
Ringerike

Delvist bevarede skibsfløjer
- Grimstafløjen
ca. år 1050–1100
Grimsta, Sverige
- Lollandhesten
1000-tallet
Lolland, Danmark